# Rindsholm
Rindsholm is een plaats in de Deense regio Midden-Jutland, gemeente Viborg. De plaats telt 280 inwoners (2008).